# Radhi Jazi
Radhi Jazi, né le 28 septembre 1927 à Nabeul et mort le 27 juillet 2020, est le fondateur de la première pharmacie d'officine entièrement tunisienne et l'un des plus célèbres pharmaciens d'officine de son pays.
Professeur de la faculté de pharmacie de Monastir et de l'Institut supérieur de la magistrature à Tunis, il est président honoraire de la Société tunisienne des sciences pharmaceutiques et de la Société tunisienne d'histoire de la médecine et de la pharmacie, correspondant à titre étranger de l'Académie nationale de pharmacie, membre de l'Académie internationale d'histoire de la pharmacie et participe à la rédaction de la revue pharmaceutique Essaydali de Tunisie.
Au cours de son parcours, il s'intéresse à l'étude de l'histoire de la pharmacie et de la pharmacologie ainsi qu'au droit de la santé.

## Biographie

### Formation et carrière professionnelle
Après des études primaires dans sa ville natale de Nabeul, Radhi Jazi accède au Collège Sadiki de Tunis, qui n'accueille à l'époque ses élèves que sur concours. En 1946, il termine son cursus avec un diplôme de fin d'études secondaires. Un an après, il excelle au baccalauréat français, série sciences expérimentales.
Il poursuit ses études à la faculté de pharmacie de Paris, où il obtient un diplôme d'État (1954) puis un doctorat en pharmacie.
Retournant en Tunisie en 1955, il fonde la première officine de pharmacie entièrement tunisienne (pharmacien et préparateur) à Djerba : la Pharmacie de l'île.
Dans le même temps, il poursuit ses études à la faculté des sciences de Tunis où il obtient en 1968 un certificat d'études supérieures en chimie organique. Pour ce faire, il est obligé de déménager en 1961 à Tunis, où il transfère sa pharmacie ; il y reste jusqu'à sa retraite en 2008.
En parallèle, il est chargé en 1978 du poste de professeur à la faculté de pharmacie de Monastir après des années d'études universitaires. Dans ses fonctions (1978-1988), il est responsable de la création des cours en droit et législation pharmaceutique. De 1993 à 2000, l'Institut supérieur de la magistrature à Tunis le charge de cours en législation des substances vénéneuses.

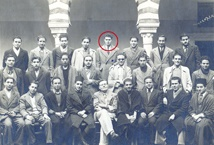
Radhi Jazi sur sa photo de classe de 1945-1946 au Collège Sadiki.
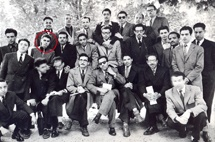
Radhi Jazi avec les étudiants tunisiens en France au jardin du Luxembourg en 1951.

### Activités et responsabilités

#### Tunisie
En tant que cofondateur de la Société tunisienne des sciences pharmaceutiques (STSP), la 34e société de ce type en Afrique, en décembre 1967, Jazi est chargé du poste du secrétaire adjoint ; il est réélu à ce poste le 6 juin 1969 avant de devenir simple membre du bureau directeur en juin 1972.
En mai 1974, il est élu trésorier avant d'en être élu vice-président en mai 1977 puis président le 24 décembre 1980. Il est réélu à cette dernière fonction à deux reprises, en février 1983 et avril 1985. À ce poste, il fonde des bureaux régionaux, cofonde la revue trimestrielle Essaydali de Tunisie en 1981, ainsi que la Fédération des pharmaciens du Maghreb arabe en 1981 et l'Académie arabe de pharmacie en 1989. En 1984, il crée les Journées pharmaceutiques de Tunisie organisées les 23 et 24 février à l'hôtel Hilton de Tunis. Cette manifestation devient biannuelle et accueille les représentants de sociétés pharmaceutiques arabes. Par la suite, il contribue à la fondation de nouveaux événements organisés par la société, comme la journée d'homéopathie en 1990.
En 1988, il est élu président honoraire à vie. De nos jours, il continue à contribuer à la gestion du comité de lecture et du comité de rédaction de la revue Essaydali de Tunisie,.
En parallèle, Jazi assume d'autres responsabilités, :
- Membre du projet scientifique de la loi organique tunisienne du 3 août 1973 régulant l'exercice de la profession de pharmacien d'officine ;
- Président du Conseil national de l'ordre des pharmaciens de Tunisie de 1973 à 1976 ;
- Membre du projet de Code de déontologie pharmaceutique promulgué en 1975 ;
- Cofondateur, avec Sleim Ammar, de la Société tunisienne d'histoire de la médecine et de la pharmacie en 1990, président d'honneur depuis 2006.

Il est nommé membre du conseil scientifique de l'Académie tunisienne des sciences, des lettres et des arts en septembre 2012.

#### International
Il en assume également à l'étranger :
- Cofondateur de la Fédération des pharmaciens du Maghreb arabe en 1990 ;
- Président de l'Union des pharmaciens arabes de 1978 à 1983 (fédération groupant quinze pays arabes) ;
- Correspondant à titre étranger de l'Académie nationale de pharmacie de France depuis 1980 ;
- Membre de l'Académie internationale d'histoire de la pharmacie depuis 1987 ;
- Vice-président de la Société internationale d'histoire de la médecine de 2000 à 2002.

## Publications
Radhi Jazi écrit de nombreux ouvrages et articles et donne plusieurs communications et conférences en Tunisie et à l'étranger.

### Œuvres
Il publie sa thèse de doctorat en pharmacie, Contribution à l'étude de l'histoire de la pharmacie arabe : falsification et contrôle des médicaments pendant la période arabe, en 1966.
Avec d'autres historiens du domaine médical et pharmaceutique dont Farouk Asli, il rédige des œuvres qui sont publiées par l'Académie tunisienne des sciences, des lettres et des arts :
- Étude et mise à jour à partir de manuscrits d'Ibn Al Jazzar :
  - Zad el mouçafer ou Viaticum (deux volumes en 1986 et 1999) ;
  - Traité des parfums et des essences (2007) ;
  - Traité de la médecine des pauvres et des déshérités (2009) ;
  - Traité de la médecine des personnes âgées et de leur hygiène de vie (2009) ;
- Traité de la mélancolie d'Ishaq Ibn Imran (fondateur de l'École médicale de Kairouan au IXe siècle) en collaboration avec Adel Omrani (2009).

### Articles et publications
Il publie plusieurs articles et communications sur l'histoire et les débats sociaux et scientifiques de la pharmacie, notamment dans Essaydali de Tunisie (plusieurs numéros), la Revue d'histoire de la pharmacie (organe de la Société française d'histoire de la pharmacie), le bulletin d'information de la Fédération internationale pharmaceutique (1976), Informations pharmaceutiques de l'Ordre des pharmaciens de France (1977), la revue Le Maghreb (1987), la revue italienne Medicina nei Secoli, arte e scienza (vol. 7, no 1, 1995) et la revue Al Madar de la Cité des sciences de Tunis (no 17 en 2005).
Il donne chaque année plusieurs conférences, notamment lors de l'ouverture de nombreux congrès médicaux et pharmaceutiques en Tunisie, France et Europe, lors des Journées pharmaceutiques internationales de Paris, en 1985, au Palais de Chaillot (musée de l'Homme) ou à l'Institut du monde arabe. Il communique également sur l'histoire de la pharmacie arabe (notamment au XIIe siècle), dont celui du grabadin chez les Arabes.

## Distinctions
Jusqu'en 2011, Jazi a reçu un total de 19 distinctions. Parmi elles figure la médaille internationale d'honneur reçue durant les 8e Journées pharmaceutiques de Tunisie en 1998.